# 満洲語群
満洲語群（まんしゅうごぐん、英語: Manchuric languages, 中国語: 满语支）、又は女真語群（じょしんごぐん、英語: Jurchenic languages, 中国語: 女真语支）はツングース語族（ツングース・満洲諸語）南ツングース語族に属する語群である。主に中国東北部及び新疆ウイグル自治区で話されている。
　

## 言語一覧
満洲語群には以下の言語が含まれている。†が付いている言語は既に消滅した言語である。21世紀前半現在、現存している言語はいずれも消滅危機言語である。
- 女真語†
  - 満洲語
  - シベ語
- バラ語†
- アルチュカ語†
- キャカラ語（キャッカラ語）†

バラ語、アルチュカ語、キャカラ語は1980年代に記録が見られる既に消滅した満洲語群に属する言語である。これらの言語はツングース諸語の歴史を比較研究するために価値のある特徴を有している。